# FN:s utvecklingsprogram
Förenta nationernas utvecklingsprogram (förkortning: UNDP – av det engelska namnet United Nations Development Programme) är FN:s nätverk för global utveckling. UNDP finns i 170 länder för att, tillsammans med länderna själva, arbeta för att hitta lokala lösningar för att stärka demokratin, minska fattigdomen, förebygga och lösa konflikter samt arbeta mot miljöförstöring och spridning av hiv och aids. UNDP arbetar också för att främja kvinnors ställning och stärka respekten för mänskliga rättigheter. 

## Arbetsområden
UNDP:s utgångspunkt är att det tar tid att skapa varaktig och hållbar utveckling och därför finns alltid ett långsiktigt perspektiv för allt arbete. I arbetet med att främja global utveckling utgår UNDP från fyra fokusområden:
- Demokratisk samhällsstyrning
- Fattigdomsbekämpning
- Krisförebyggande och återuppbyggnad
- Energi och miljö

Dessutom finns två genomgripanden teman som genomsyrar allt arbete:
- jämställdhet och kvinnors rättigheter
- mänskliga rättigheter

UNDP har ett särskilt ansvar att koordinera insatser för att nå de globala hållbarhetsmålen i Agenda 2030. I detta arbete ingår bland annat att samla in kunskap om insatser som fungerar bra och sprida dem vidare.

## Arbetssätt

### Avhjälpande av fattigdom
Enligt en intern rapport av UNDP:s utvärderingsavdelning var det svårt att mäta vilken effekt UNDP:s fattigdomsarbete haft, rapporterade SvD år 2013. Däremot hade UNDP enligt samma rapport lyckats bra med sitt policyarbete, och utvärderarna själva ansåg att det arbete var viktigare eftersom det stämde överens med UNDP:s mandat. Rapporten konstaterar att UNDP borde bli bättre på att utvärdera och rapportera sitt arbete. 

### Utvärdering av effekter
UNDP rankas av den oberoende granskaren IATI som världens mest transparenta multilaterala biståndsorganisation i deras "Publish What You Fund" index för 2013. SvD har i en artikel hävdat att oberoende utredare uppmanats att skapa rapporter i två exemplar, en för FN:s interna bruk som hemligstämplas och en officiell version utåt som framställer verksamhetens nytta i mer positiv dager, att visas för bidragsgivare. Detta har dock ej bekräftats. 